# Campo Quijano
Campo Quijano is een plaats in het Argentijnse bestuurlijke gebied Rosario de Lerma in de provincie  Salta. De plaats telt 12.141 inwoners.